# Associazione Sportiva Cittadella 1994-1995

## Rosa
| N. |                   | Ruolo | Calciatore         |
| -- | ----------------- | ----- | ------------------ |
|    | Italia (bandiera) | P     | Thomas Dalla Valle |
|    | Italia (bandiera) | P     | Moreno Novello     |
|    | Italia (bandiera) | P     | Adriano Zancopè    |
|    | Italia (bandiera) | D     | Alex Bagarin       |
|    | Italia (bandiera) | D     | Pietro De Sensi    |
|    | Italia (bandiera) | D     | Emanuele Monetti   |
|    | Italia (bandiera) | D     | Maurizio Pecoraro  |
|    | Italia (bandiera) | D     | Carlo Pizzolon     |
|    | Italia (bandiera) | D     | Paolo Simeoni      |
|    | Italia (bandiera) | D     | Alberto Simonetto  |
|    | Italia (bandiera) | C     | Igor Baccin        |
|    | Italia (bandiera) | C     | Enrico Bonaldo     |

| N. |                   | Ruolo | Calciatore             |
| -- | ----------------- | ----- | ---------------------- |
|    | Italia (bandiera) | C     | Mirko Castellan        |
|    | Italia (bandiera) | C     | Massimiliano Dego      |
|    | Italia (bandiera) | C     | Angelo Della Valentina |
|    | Italia (bandiera) | C     | Paolo Favaretto        |
|    | Italia (bandiera) | C     | Maurizio Fusari        |
|    | Italia (bandiera) | C     | Nicola Mezzalira       |
|    | Italia (bandiera) | C     | Walter Pasqualini      |
|    | Italia (bandiera) | C     | Ivan Peruzzo           |
|    | Italia (bandiera) | A     | Claudio Milanese       |
|    | Italia (bandiera) | A     | Luca Olmesini          |
|    | Italia (bandiera) | A     | Saimon Zalla           |

### Staff tecnico
| Allenatore: | Gesualdo Albanese |

## Risultati

### Campionato

#### Girone di andata
| 4 settembre 1994 1ª giornata | Cittadella | 1 – 1 | Giulianova |  |

| 11 settembre 1994 2ª giornata | Ponsacco | 2 – 2 | Cittadella |  |

| 18 settembre 1994 3ª giornata | Cittadella | 0 – 1 | Cecina |  |

| 25 settembre 1994 4ª giornata | Rimini | 1 – 1 | Cittadella |  |

| 2 ottobre 1994 5ª giornata | Cittadella | 0 – 0 | San Donà |  |

| 9 ottobre 1994 6ª giornata | Montevarchi | 3 – 0 | Cittadella |  |

| 16 ottobre 1994 7ª giornata | Cittadella | 1 – 0 | Giorgione |  |

| 23 ottobre 1994 8ª giornata | Fermana | 1 – 1 | Cittadella |  |

| 30 ottobre 1994 9ª giornata | Poggibonsi | 0 – 0 | Cittadella |  |

| 6 novembre 1994 10ª giornata | Cittadella | 2 – 0 | Maceratese |  |

| 13 novembre 1994 11ª giornata | Forlì | 0 – 1 | Cittadella |  |

| 20 novembre 1994 12ª giornata | Cittadella | 1 – 2 | Teramo |  |

| 27 novembre 1994 13ª giornata | Vis Pesaro | 2 – 1 | Cittadella |  |

| 4 dicembre 1994 14ª giornata | Cittadella | 2 – 1 | Castel di Sangro |  |

| 11 dicembre 1994 15ª giornata | Cittadella | 2 – 0 | Livorno |  |

| 18 dicembre 1994 16ª giornata | Baracca Lugo | 1 – 0 | Cittadella |  |

| 23 dicembre 1994 17ª giornata | Cittadella | 1 – 1 | Fano |  |

#### Girone di ritorno
| 15 gennaio 1995 18ª giornata | Giulianova | 0 – 0 | Cittadella |  |

| 22 gennaio 1995 19ª giornata | Cittadella | 1 – 1 | Ponsacco |  |

| 29 gennaio 1995 20ª giornata | Cecina | 2 – 0 | Cittadella |  |

| 19 febbraio 1995 21ª giornata | Cittadella | 5 – 1 | Rimini |  |

| 26 febbraio 1995 22ª giornata | San Donà | 3 – 0 | Cittadella |  |

| 5 marzo 1995 23ª giornata | Cittadella | 1 – 3 | Montevarchi |  |

| 12 marzo 1995 24ª giornata | Giorgione | 1 – 0 | Cittadella |  |

| 19 marzo 1995 25ª giornata | Cittadella | 1 – 1 | Fermana |  |

| 26 marzo 1995 26ª giornata | Cittadella | 1 – 0 | Poggibonsi |  |

| 2 aprile 1995 27ª giornata | Maceratese | 3 – 0 | Cittadella |  |

| 9 aprile 1995 28ª giornata | Cittadella | 1 – 1 | Forlì |  |

| 15 aprile 1995 29ª giornata | Teramo | 2 – 0 | Cittadella |  |

| 23 aprile 1995 30ª giornata | Cittadella | 1 – 0 | Vis Pesaro |  |

| 30 aprile 1995 31ª giornata | Castel di Sangro | 1 – 1 | Cittadella |  |

| 7 maggio 1995 32ª giornata | Livorno | 3 – 0 | Cittadella |  |

| 14 maggio 1995 33ª giornata | Cittadella | 1 – 0 | Baracca Lugo |  |

| 21 maggio 1995 34ª giornata | Fano | 0 – 0 | Cittadella |  |